# Iuticosaurus valdensis
Lo iuticosauro (Iuticosaurus valdensis) è un dinosauro erbivoro appartenente ai sauropodi, vissuto nel Cretaceo inferiore (Barremiano, circa 120 milioni di anni fa). I suoi resti fossili sono stati ritrovati in Inghilterra.

## Classificazione
Questo dinosauro è noto solo attraverso alcune vertebre caudali danneggiate rinvenute nell'Isola di Wight, descritte per la prima volta da Richard Lydekker nel 1887 e poi classificate da Friedrich von Huene nel 1929 ed attribuite al genere Titanosaurus. In realtà Titanosaurus è stato per molti anni un genere di comodo, in cui ascrivere molti resti parziali di sauropodi cretacei, dando vita a un notevole numero di specie provenienti dall'Asia, dal Sudamerica e dall'Europa. Solo nel 1993 una ridescrizione del materiale noto come Titanosaurus valdensis, ad opera di Le Loeuff, permise di riconoscere un rappresentante molto antico del gruppo dei titanosauri, Iuticosaurus. Molti paleontologi, in ogni caso, considerano questo animale un nomen dubium a causa dell'estrema frammentarietà dei resti fossili. Il nome Iuticosaurus significa "lucertola degli Iuti"; gli Iuti erano un popolo germanico che invase l'Isola di Wight nel corso del sesto secolo d.C.; l'epiteo specifico, valdensis, si riferisce all'antica regione del Wealden.